# عرب سرای
عرب سرای کاروانسرایی ساخته شده در قرن شانزدهم میلادی است که در مجموعهٔ آرامگاه همایون در دهلی هند قرار دارد. گفته می‌شود که حاجی بیگم، همسر امپراتور گورکانی، همایون آن را ساخته‌است. در دوران اخیر، تراست آقاخان برای فرهنگ محافظت از آن را بر عهده دارد.

## تاریخ
بنا به گفته س.آ.آ. نقوی، حاجی بیگم، بیوهٔ امپراتور مغول، همایون، این کاروانسرا را در ح. ۱۵۶۰/۶۱ میلادی برای اقامت سیصد آخوند عرب که او در حین حج به مکه همراهی می‌کردند، ساخته‌است. با این حال، شارما می‌گوید که کلمه عرب در واقع نمای اشتباه است زیرا این ساختمان برای صنعتگران و کارگران ایرانی که آرامگاه همایون را ساخته‌اند، ساخته شده‌است. 
در ژانویهٔ سال ۲۰۱۷، تراست آقاخان برای فرهنگ محافظت پروژه‌ای برای حفاظت این سرا آغاز کرد. این مرمّت در نوامبر سال ۲۰۱۸ به پایان رسید. در ماه مارس سال ۲۰۱۹، تراست اعلام کرد که پروژه‌ای برای حفظ چاه‌پلهٔ کاروانسرای با کمک بودجه‌ای از سفارت آلمان برنامه‌ریزی شده‌است. این بنا به همراه سایر ساختمان‌های مجموعهٔ آرامگاه همایون در فهرست میراث جهانی یونسکو ثبت شده‌اند.

## معماری
این بنا شامل چند حجره با سقف قوسی و دیوارهای محصورکننده است. در حال حاضر، حجره‌ها در حال خراب شدن هستند. دروازه شمالی تنها بنای ساختمانی است که دست نخورده‌است. این دروازه ۱۲٫۲ متر (۴۰ فوت) ارتفاع دارد و از کوارتزیت با ماسه‌سنگ قرمز ساخته شده‌است وبا مرمر تزئین شده‌است. محفظه دروازه هشت ضلعی در زمان ساخت آن با گنبد پوشیده شده بود، اما گنبد فرو ریخته‌است. یک ایوانچه روی طاق دروازه اصلی وجود دارد که با شش تیرک نگه داشته می‌شود. در هر طرف دروازه در همان سطح، ایوانچه‌های بیشتری پوشش گنبد وجود دارد. گنبدها با کاشی‌های زرد و آبی پوشانده شده‌اند. 
این سرا دو دروازه دیگر، یکی در ضلع شرقی و دیگری در غرب دارد. طبق یک کتیبه در دروازه شرقی، دروازه شرقی در واقع ورودی یک بازار بوده‌است ومردی به نام میر بانو در زمان سلطنت جهانگیرشاه آن را ساخته شده‌است. این بازار همچنین شامل حجره‌های‌های قوسی است که هم‌اکنون در حال خراب شدن هستند. 

## آلبوم عکس

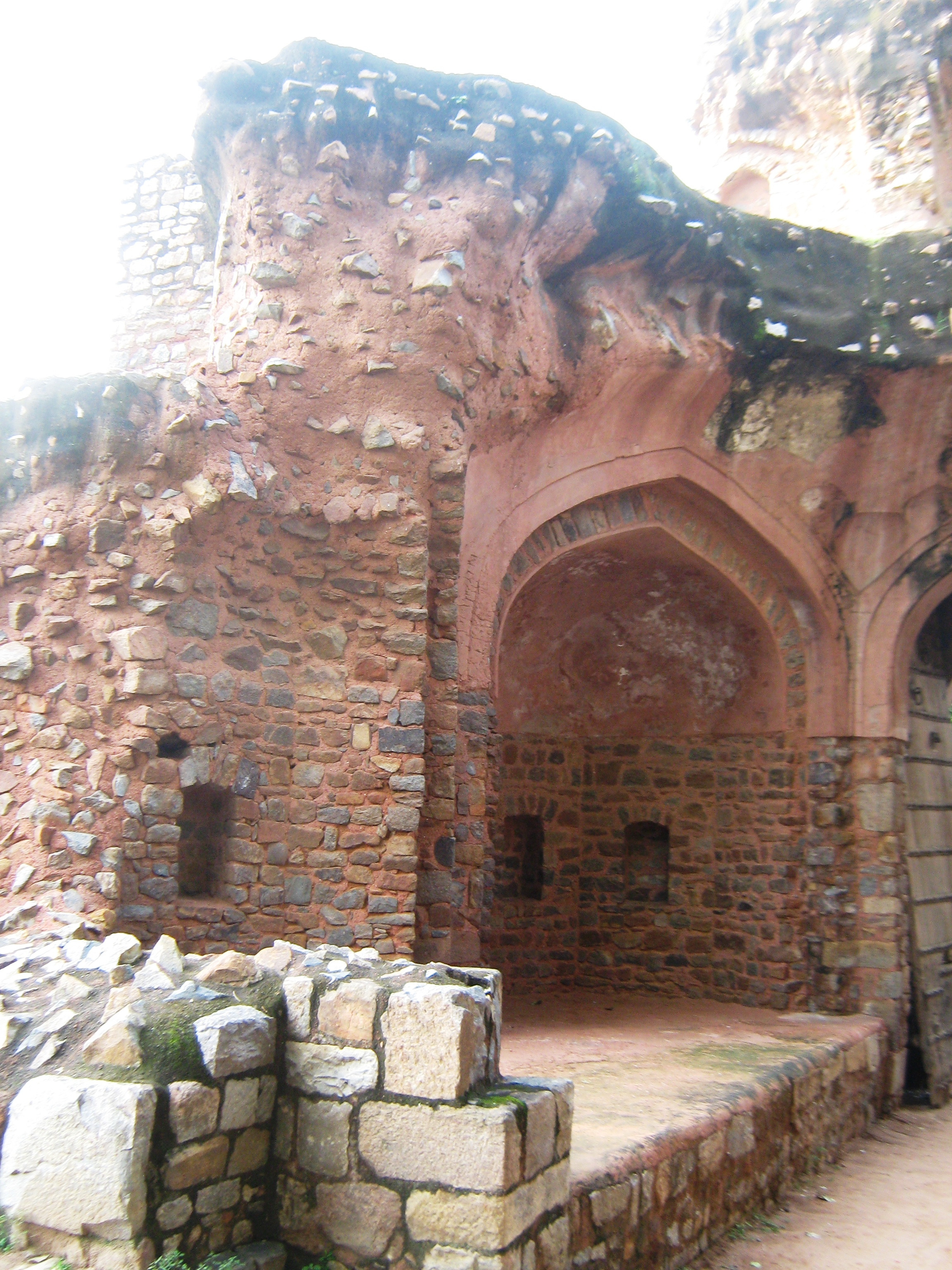
دیوارهای سرای
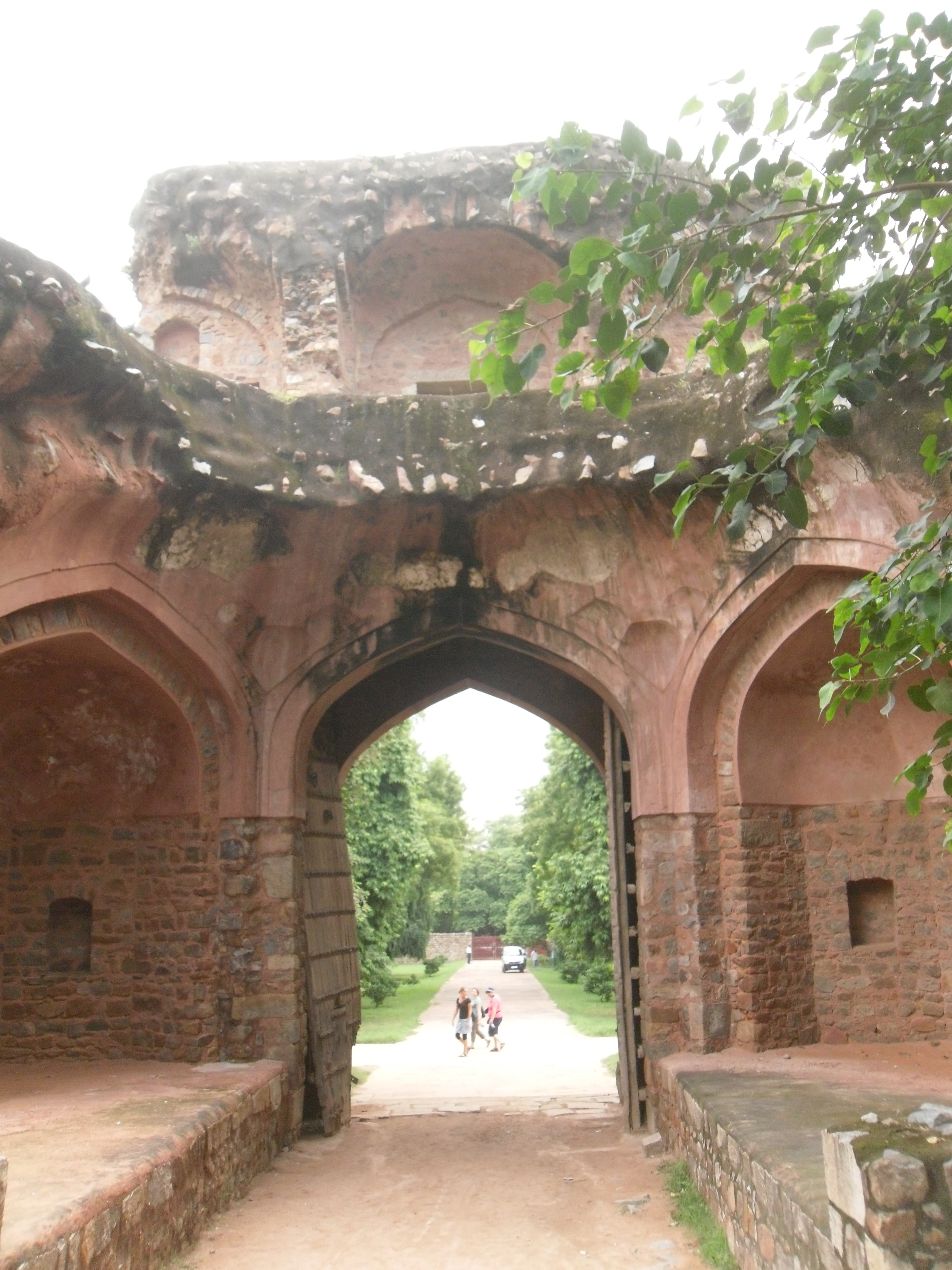
دروازهٔ سرای

### کتابشناسی
- Naqvi, S.A.A. (2002), Humayun's Tomb and Other Adjacent Monuments, Archaeological Survey of India, ISBN 9788187780083